# Cyrtinus eugeniae
Cyrtinus eugeniae es una especie de escarabajo longicornio del género Cyrtinus, tribu Cyrtinini, orden Coleoptera. Fue descrita científicamente por Fisher en 1935.

## Descripción
Mide 2 milímetros de longitud.

## Distribución
Se distribuye por Puerto Rico.